# Enrico Francescato
Enrico Francescato (Treviso, 19 luglio 1993) è un rugbista a 15 italiano, mediano di mischia del Petrarca dal 2012 e permit player del Benetton in Pro14.

## Biografia
Proveniente da una famiglia di grande tradizione rugbistica nel Trevigiano (suo padre Bruno e i suoi zii Ivan, Nello e Rino Francescato rappresentarono l'Italia a livello di test match), si formò nelle giovanili del Tarvisium prima di esordire in Eccellenza nel 2012 con il Petrarca ma aveva già, all'epoca, rappresentato l'Italia a livello Under-18.
Dalla stagione 2016-17 è permit-player del Benetton in Pro14, competizione in cui esordì il 13 febbraio 2017 contro Leinster, divenendo così il sesto membro della famiglia a vestire la maglia della prima squadra del club.
Rappresenta l'Italia nella nazionale a sette.

## Palmarès
- Campionati italiani: 1
Petrarca: 2017-18